# José Selva Mergelina
José Selva Mergelina, quinto marqués de Villores (Valencia, 10 de julio de 1884 - Valencia, 10 de mayo de 1932) fue un político carlista español, último secretario político del pretendiente Jaime de Borbón y Borbón-Parma y jefe delegado de la Comunión Tradicionalista desde 1921 hasta su muerte en 1932.

## Biografía

### Familia y juventud

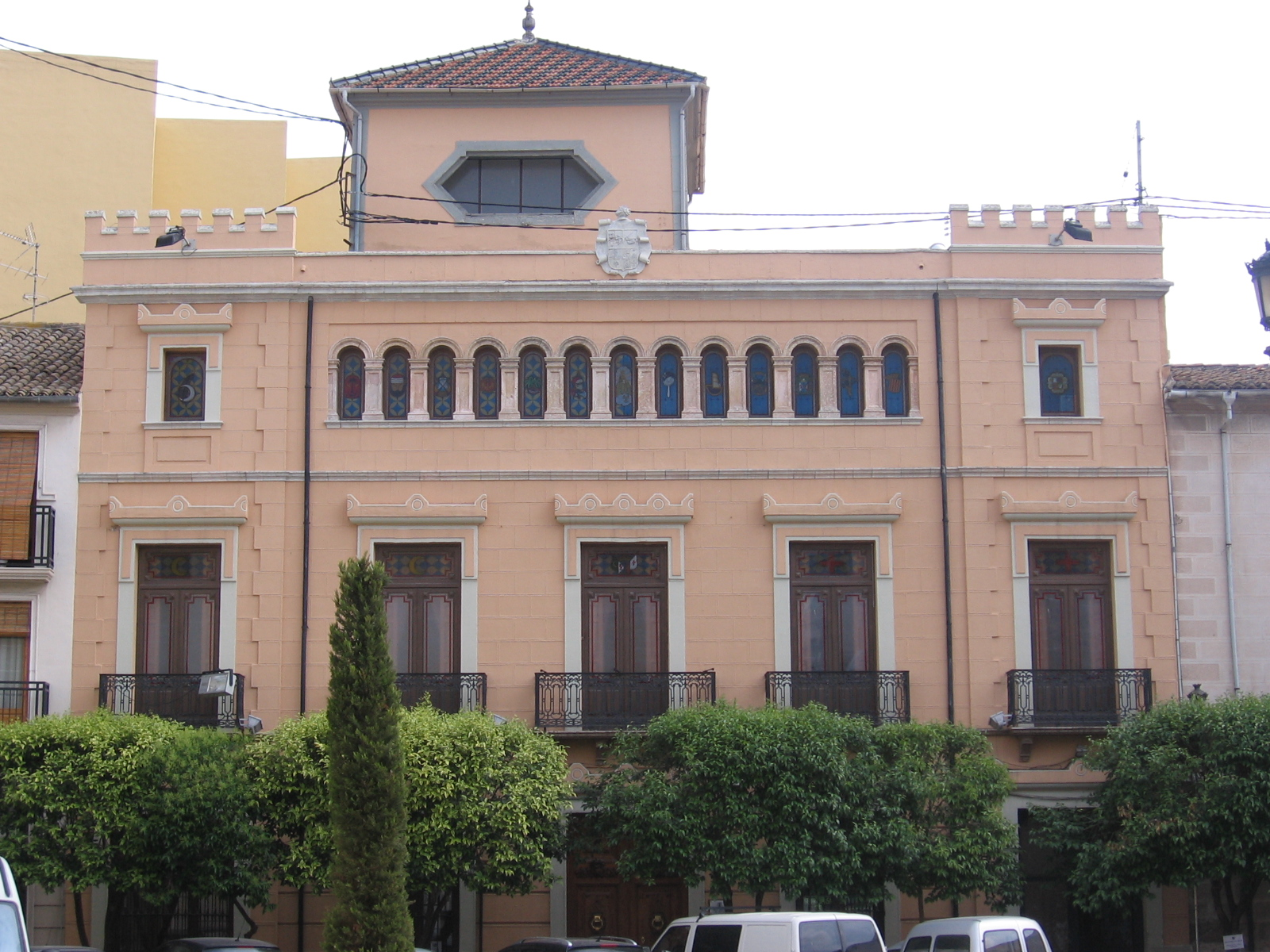
Villena, Casa Selva.

José María de Selva y Mergelina Mergelina y Llorens era descendiente de las familias terratenientes levantinas de Selva y Mergelina. Ambas proceden de la localidad alicantina de Villena, cruzadas entre sí a lo largo de varios siglos. Su árbol genealógico puede trazarse hasta el siglo XVI, habiendo sido algunos de sus antepasados y parientes personajes notables de la historia de España. Su abuelo paterno, adscrito al Partido Moderado, Rafael Selva López de Oliver (1820-1878), fue alcalde del municipio; era primo de Joaquín María López, el célebre político y tribuno del Partido Progresista. La adscripción de la familia Selva al carlismo procedió de su nuevo entronque con los Mergelina a partir de la generación siguiente, en concreto cuando el padre de José, Enrique Selva Mergelina López de Oliver y Selva (1852-1923) —que llegó a ser vicepresidente de la Junta Provincial carlista de Valencia a finales del siglo XIX— se casó con María de la Trinidad Mergelina Llorens (1851-1924), prima del dirigente carlista valenciano Joaquín Llorens y Fernández de Córdoba y emparentada con numerosas familias de la nobleza.
Al igual que sus seis hermanos, José se crio en un ambiente fervientemente católico. De joven, tras su educación en el hogar, estudió en el Colegio de San José, un prestigioso colegio valenciano fundado en 1870 por Agustín Cabré y dirigido por los jesuitas, donde acabó su etapa escolar en 1900. Terminado el bachillerato, estudió las carreras de Derecho y Filosofía y Letras en la Universidad de Valencia, graduándose en 1905.

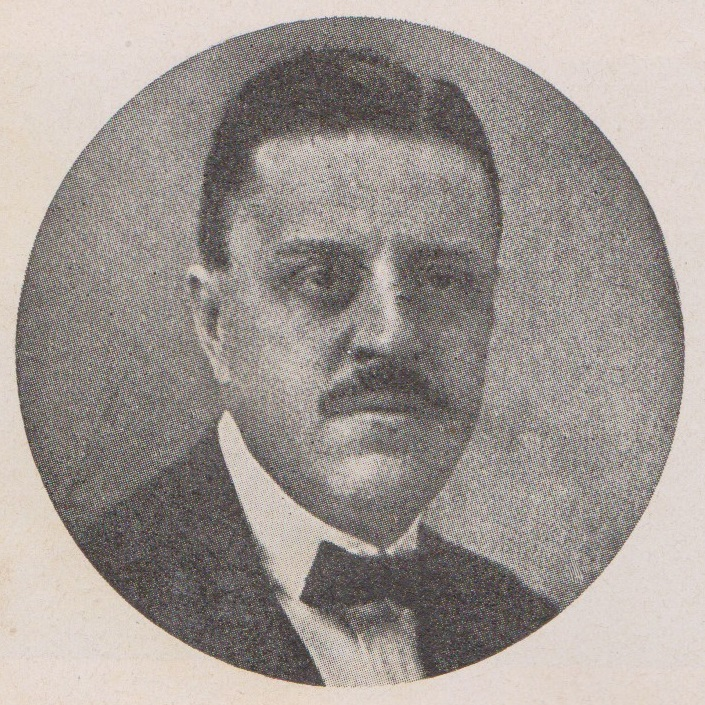
José Selva Mergelina

En 1909 se casó con María Josefa Salvador y Núñez-Robres, descendiente de una familia aristocrática valenciana poseedora de numerosas propiedades en todo el Levante e hija de José Salvador de la Figuera Barroso de Frías y Mezquita, cuarto marqués de Villores. El matrimonio tuvo cuatro hijos: Enrique (1910), José María (1911), María Dolores (1913) y Rafael (1914). Tras la muerte prematura de su esposa en 1916, casó en segundas nupcias en 1918 con la hermana mayor de su difunta esposa: María Vicenta Salvador y Núñez-Robres. Puesto que su padre no tenía descendientes varones, se dispuso que ella heredaría el marquesado; una vez contraído el enlace, José Selva usó también el título como marqués consorte. Su segundo matrimonio no tuvo descendencia. Fue caballero de la Real Maestranza de Caballería de Valencia.
Un hermano de Villores, Juan Selva Mergelina (1886-1949), también fue tradicionalista; militar de profesión, participó en la guerra del Rif, alcanzó el grado de comandante en 1927, y se retiró con la Ley Azaña. Fue detenido tras el fallido golpe de Estado de Sanjurjo y estuvo posteriormente implicado en la fracasada sublevación de julio de 1936 en Valencia. Detenido y juzgado con otros requetés por un Tribunal popular, el fiscal pidió la pena de muerte por rebelión militar, pero salvó la vida gracias a que el presidente del tribunal, Enrique Cerezo, había militado en el jaimismo en su juventud. Juan Selva pasó toda la guerra civil encarcelado, y a su término fue nombrado gobernador civil de Tarragona en 1941. Ingresó en el Consejo Nacional falangista en 1943 y fue procurador en las Cortes franquistas. Su hermano Luis (1890-1952) fue concejal carlista del Ayuntamiento de Valencia en los primeros años 20, mientras que su hermana Dolores (1897-1975) formó parte de la organización de asistencia tradicionalista Socorro Blanco, formada poco antes de la guerra civil. El hijo mayor de Villores, Enrique Selva Salvador, lo sucedió en el título de marqués de Villores y tuvo una militancia carlista activa ya durante la República; posteriormente contribuyó a la causa tradicionalista durante el franquismo y presidió el círculo carlista "Aparisi y Guijarro" de Valencia.

### Primera actividad política

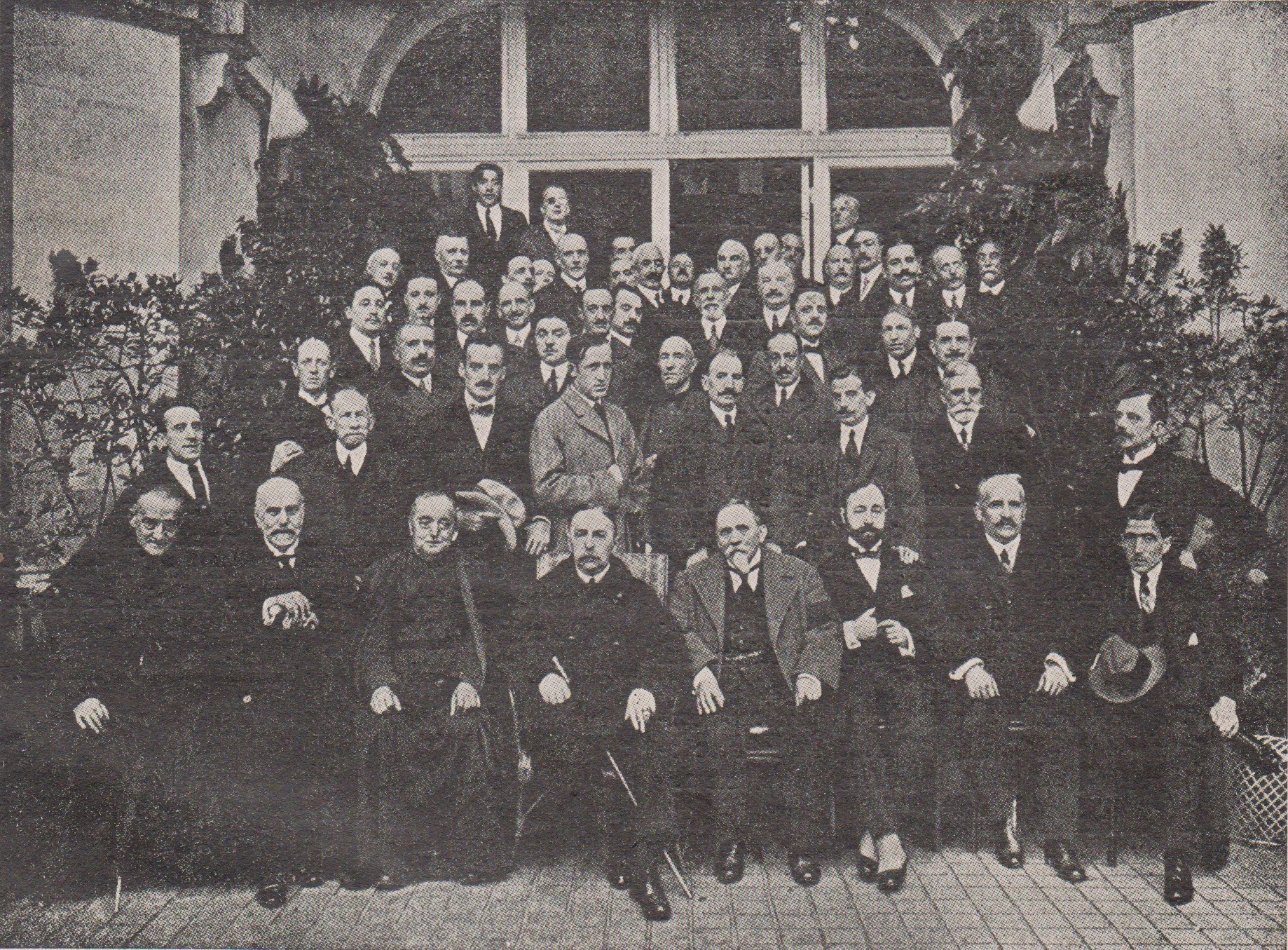
Junta Magna de Biarritz presidida por Don Jaime (1919)

José Selva comenzó su actividad política en la universidad, implicándose de manera muy activa en la rama valenciana de la Liga Católica. Inició su vida pública en 1914 durante el movimiento de coalición monárquica valenciana. Participó en las elecciones locales con dicha coalición y fue elegido concejal en el Ayuntamiento de Valencia, donde alcanzó una tenencia de alcaldía.
Habiendo heredado una mentalidad netamente católica y tradicionalista, José Selva ingresó tempranamente en el movimiento carlista. Su padre había sido vicepresidente de la Junta Provincial y su tío materno uno de los líderes carlistas a nivel nacional, por lo que Selva formó parte pronto de la estructura de la Comunión en la región levantina. De joven fue secretario de Manuel Simó Marín, jefe del jaimismo valenciano. En 1913 ya era Presidente del Círculo Jaimista, representando al partido en el ámbito regional. Con una implicación destacada en el movimiento, participó en reuniones tradicionalistas nacionales en Burdeos y Lourdes; en esta última, celebrada en 1913, con ocasión del traslado a España de los restos del general Tristany, fue presentado personalmente al pretendiente Don Jaime.
Tras la Primera Guerra Mundial se produjo una división interna en el carlismo debido a un enfrentamiento entre el caudillo carlista y el mayor ideólogo de la causa, Juan Vázquez de Mella. Cuando Mella se escindió de la Comunión Tradicionalista en 1919 fundando su propio partido, numerosos dirigentes de la Comunión, jefes regionales (incluyendo a Simó Marín en Valencia) y otras figuras distinguidas se unieron a la escisión, quedando pocas personalidades reconocidas del lado de Don Jaime. Impresionado por Selva, que era conocido desde 1918 como marqués de Villores, el rey legitimista le confió el liderazgo y la reorganización del jaimismo valenciano. A finales de 1919 Selva fue uno de los participantes en la Asamblea Magna de Biarritz presidida por Don Jaime para reorganizar el partido.
A los 34 años de edad el marqués de Villores comenzó sus funciones con entusiasmo, recorriendo la región, reconstruyendo los círculos y fundando un nuevo semanario regional: El Tradicionalista. Habiendo demostrado ya en su juventud gran inclinación por las letras, hizo también su contribución al periódico como redactor. Sus tres años de trabajo dieron frutos a finales de 1921, cuando Don Jaime quiso elegir a su nuevo secretario político que habría de suceder en el liderazgo de transición a Pascual Comín Moya y Luis Hernando de Larramendi. Aparte de unos pocos jefes de avanzada edad pero leales, había muchos candidatos potenciales entre los políticos de la vieja y de la nueva generación, que ya habían ocupado escaños en el Congreso o en el Senado durante algunas legislaturas. Sin embargo, por razones que no están del todo claras, el pretendiente optó por Villores, nombrándolo —en carta enviada desde París el 17 de septiembre de 1921— su Secretario Político en España, sin abandonar por ello la Jefatura Regional valenciana. De esta forma se convertía en el líder político más joven de la historia del carlismo.

### Liderazgo carlista

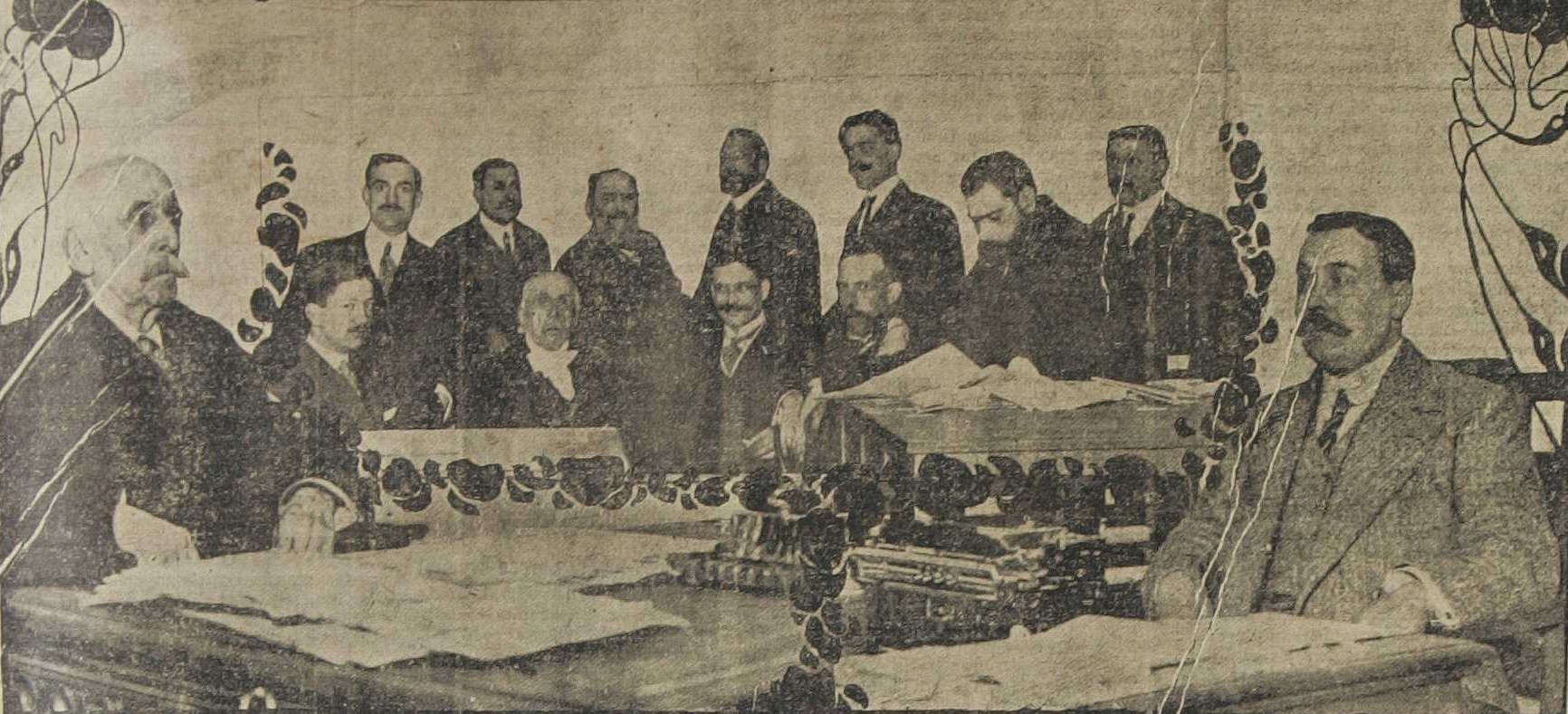
Redacción de El Correo Español (1912)

La tarea más inmediata a la que tuvo que enfrentarse Villores fue la reconstrucción y consolidación del jaimismo, muy dañado por la defección de los mellistas. Tratando de reconstruir las estructuras locales de la Comunión legitimista, recorrió todo el país nombrando nuevos jefes locales y regionales. Sin embargo, sufrió un duro golpe al comienzo de su mandato, al no conseguir evitar el cierre de El Correo Español. El diario, fundado en 1888, era el órgano semioficial del carlismo y constituía una tribuna pública muy eficaz. Sin embargo, su consejo de redacción había sido diezmado por la crisis mellista y había perdido muchos suscriptores. El nuevo líder tradicionalista no logró sortear la crisis del periódico, que cerró en 1922. Continuaron circulando acusaciones públicas y Villores no logró establecer un nuevo órgano de prensa, por lo que la rama principal del tradicionalismo no contó con ningún periódico diario de alcance nacional hasta 1932. En octubre de 1922 presidió la Asamblea jaimista de Zaragoza y el 20 de abril del año siguiente fue nombrado caballero de la Orden de la Legitimidad Proscrita, creada cuatro días antes por el pretendiente, quien le otorgó después el Collar de la Orden del Espíritu Santo.
En cuanto a su estrategia política general, Villores siguió el camino marcado por Don Jaime, abandonando grandes proyectos para centrarse en el trabajo de base, consolidando el Jaimismo su carácter regional y foral. Algunos autores se refieren a esta estrategia como la nueva política carlista, basada en un programa federalista junto con la idea de justicia social y económica. Quizá debido a esta estrategia, en 1923, por primera vez en el siglo XX, los jaimistas se abstuvieron de concurrir a las elecciones a Cortes, aduciendo como razón oficial su rechazo a participar en la "farsa parlamentaria".

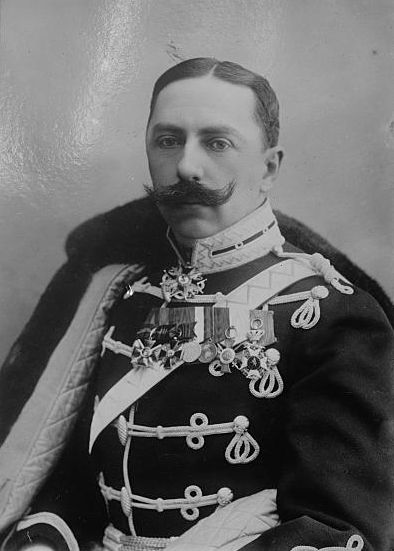
Jaime III

Los carlistas recibieron positivamente la dictadura de Primo de Rivera, satisfechos con la caída de una democracia corrupta y considerando el golpe de Estado como un primer paso hacia la monarquía tradicional. Villores, de acuerdo con las instrucciones de Don Jaime, que ordenó una cooperación cautelosa con el régimen, recomendó el ingreso en la milicia primorriverista del Somatén, de manera que alejaba el centro de atención de la propia organización paramilitar carlista: el Requeté.
En 1925 el caudillo legitimista optó por retirar su apoyo al directorio militar, dando inicio a una política tradicionalista de oposición. Llevando a cabo este cambio de estrategia, Villores mantuvo la Comunión fuera de la Unión Patriótica y expulsó a quienes aceptaron la invitación a la Asamblea Nacional Consultiva. No logró evitar que se produjesen nuevas deserciones, aunque consiguió disolver conatos de levantamiento armado.
En 1929 Lorenzo Sáenz y Fernández Cortina fundaba en Madrid un nuevo círculo jaimista y el semanario El Cruzado Español, que se sumaba a las escasas publicaciones jaimistas que seguían publicándose tras la crisis mellista: el prestigioso diario El Correo Catalán de Barcelona, El Pensamiento Navarro de Pamplona y los semanarios El Tradicionalista de Valencia, La Verdad de Granada, La Tradición de Tortosa, La Comarca de Vich, Joventut de Valls, Seny de Manresa, Renovació de Tarrasa, Llibertat de Igualada y La Fita de Sitges.
El desconcierto político de la Dictablanda de Dámaso Berenguer parecía ofrecer nuevas oportunidades a un carlismo cada vez más marginado y hay indicios de que la Comunión consideró participar en unas elecciones "controladas", que planeaba —y cuya idea finalmente abandonó— el general Berenguer. Villores se declaró partidario de una política más activa, apoyando al parecer una amplia coalición católica en defensa de la monarquía, aunque disintió del cardenal Segura al señalarle con firmeza que el movimiento monárquico no podría apoyar el sistema liberal alfonsino.
El 20 de mayo de 1930 el Marqués de Villores, como secretario político de Don Jaime, encabezaba la lista de firmantes de un manifiesto que El Cruzado Español tituló Doctrinas y anhelos de la Comunión tradicionalista, en el que se aseguraba que «los principios y los anhelos inscritos en la santa Bandera de la Tradición» seguían plenamente vigentes y ofrecían soluciones eficaces que podían «reintegrar a nuestro querido país su perdido equilibrio moral y sus pasadas grandezas».

### Últimos meses de liderazgo

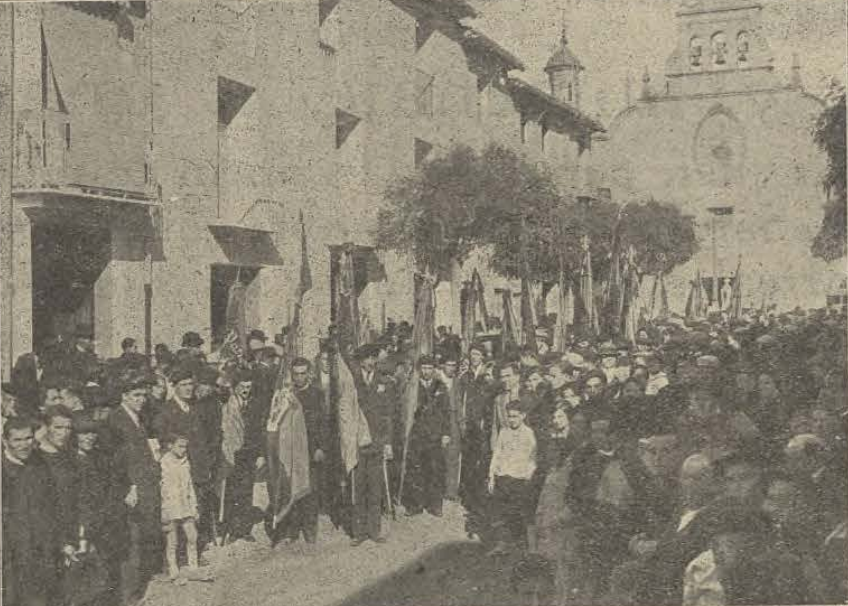
Manifestación jaimista en Villarreal (noviembre de 1930)

La etapa final del liderazgo del marqués de Villores fue aún más turbulenta que la inicial, con la proclamación de la República y la repentina muerte de Don Jaime. Inicialmente, Villores quedó desorientado como la mayoría de los carlistas, encantados de ver derrumbarse la monarquía alfonsina que tanto aborrecían, pero detestando aún más la democracia republicana. Villores siguió el manifiesto inicial conciliador de Don Jaime, que ordenó a sus seguidores ayudar al gobierno provisional en el mantenimiento del orden y la defensa de las iglesias hasta que fueran convocadas unas Cortes Generales constituyentes, al tiempo que pedía la unidad de los monárquicos y afirmaba estar dispuesto a luchar hasta la muerte contra el comunismo «al frente de todos los patriotas». Después del boicot a las elecciones de 1923, Villores finalmente pudo dirigir a las fuerzas carlistas en las elecciones a Cortes de 1931, pero la campaña pareció bastante desorganizada. El resultado fueron 5 diputados, un número inferior al de los peores resultados obtenidos durante la Restauración. Villores se presentó por el distrito electoral de Valencia-provincia y obtuvo 13.172 votos (de un censo de 197.040, de los que ejercieron el voto 143.657), un resultado, sin duda, decepcionante.

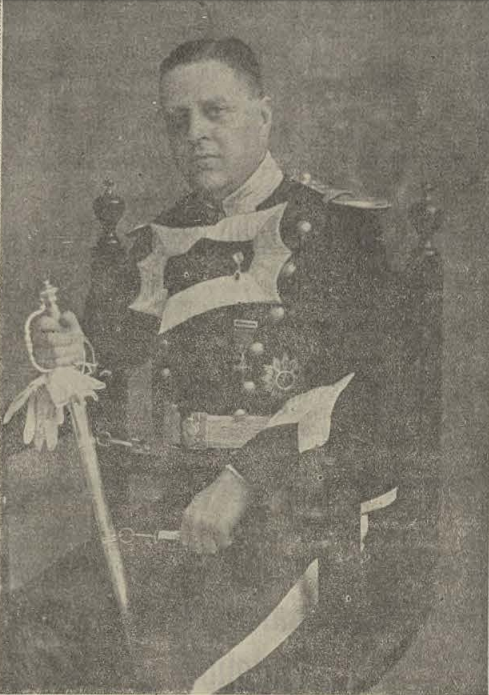
El marqués de Villores vistiendo el uniforme de la Real Maestranza de Caballería de Valencia

El absoluto rechazo hacia la República anticlerical acercó a las tres ramas del tradicionalismo. Villores era partidario de la reunificación y participó en junio de 1931 en actos públicos de asistencia masiva llamando a la unidad. La inesperada muerte de Don Jaime en octubre y la sucesión de Don Alfonso Carlos en la jefatura de la Comunión, facilitó la reconciliación. El marqués de Villores representaba la corriente principal del tradicionalismo (jaimista) en las negociaciones para la reunificación, que a principios de 1932 alcanzó la reintegración de los integristas y mellistas en la Comunión Tradicionalista, bajo el liderazgo de Villores como delegado de Don Alfonso Carlos.
Las conversaciones con los alfonsinos demostraron ser mucho más difíciles. Aunque el depuesto Alfonso XIII y Don Jaime (no representado por Villores sino por José María Gómez de Pujadas) parecían estar de acuerdo en un vago compromiso dinástico, la versión corregida por Villores fue rechazada por los alfonsinos. Otro acuerdo monárquico, conocido como el "pacto de Territet", fue recibido con indiferencia entre los tradicionalistas. Para entonces, Villores, con una salud deteriorada desde hacía meses debido a una lesión de aorta, complicada en el último mes por un ataque de uremia, era incapaz de participar en el debate. Poco antes de morir dio a Don Alfonso Carlos la idea de mandar celebrar a los tradicionalistas anualmente la Fiesta del Triunfo de la Santa Cruz el 3 de mayo. El marqués de Villores falleció el 10 de mayo de 1932. Al día siguiente, el cortejo fúnebre, en el que participó la plana mayor de los dirigentes carlistas españoles y al que se sumó una multitud de militantes y simpatizantes, constituyó una imponente manifestación en la Valencia republicana. Sus funerales dieron lugar a la exhibición pública de un creciente fervor tradicionalista en algunas ciudades de España.
Además de su actividad política, el Marqués de Villores era consejero de la Caja de Ahorros y Monte de Piedad de Valencia, así como de la Federación Agraria de Levante. Tenía propiedades en Villores, cuna del blasón heráldico de su nobleza, Morella, Vinalesa, Forcall, Hervés, Alcalá de Chisvert, Torreblanca, Alcossebre, Villena, Valencia, San Mateo y Albacete.

## Recepción y legado

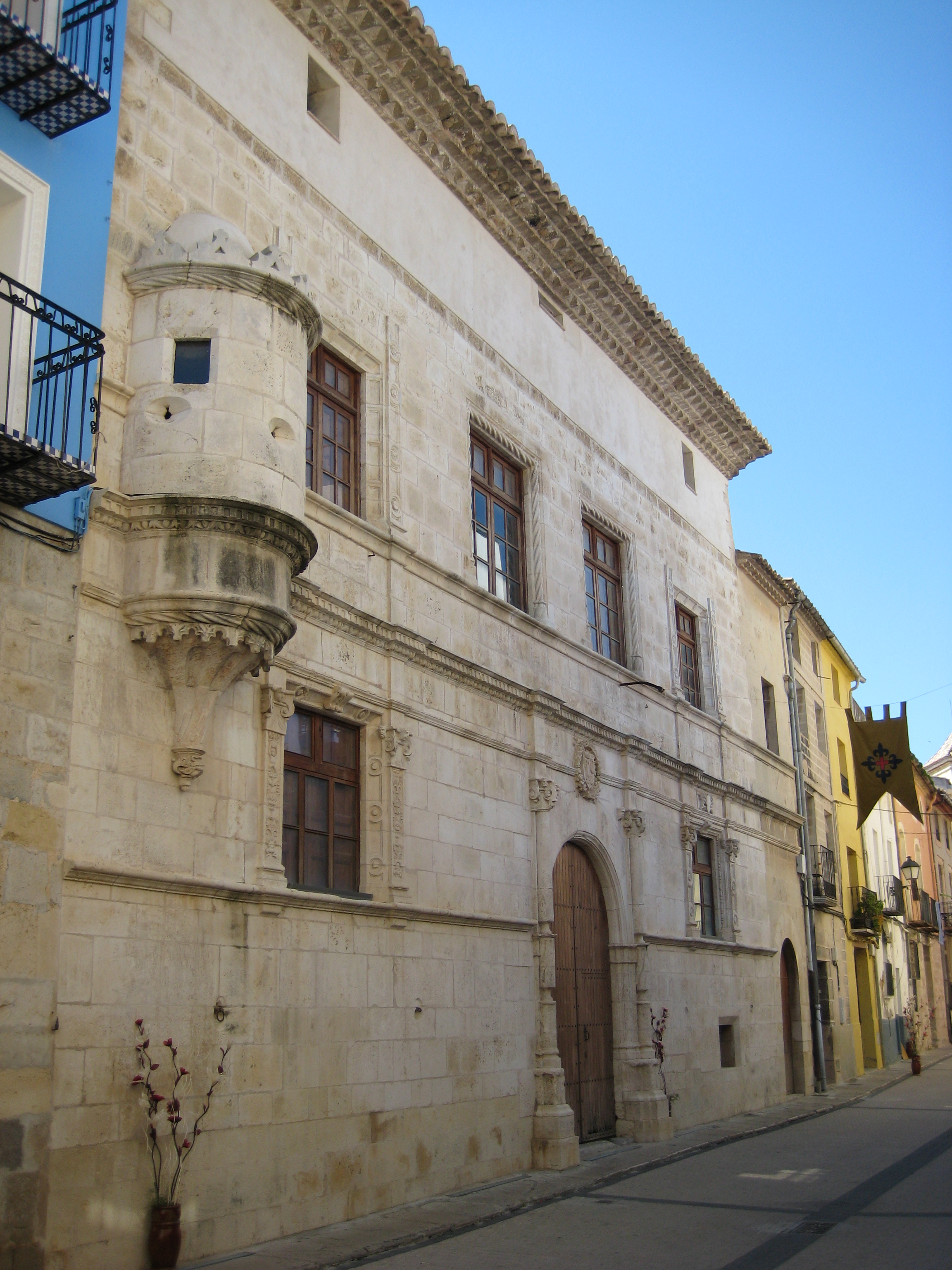
Palacio de Villores, S. Mateu

En la historiografía, la figura del marqués de Villores no ha generado grandes controversias. No se ha publicado ninguna monografía hasta la fecha –ni un trabajo importante ni algún artículo menos destacado– y es mencionado escuetamente incluso en obras dedicadas a la historia del tradicionalismo. Aunque la mayoría de los historiadores reconocen que la década de 1920 supuso el mayor declive del carlismo desde su nacimiento, no existe un acuerdo sobre si Villores podría haberlo evitado. Algunos (Clemente) lo consideran un buen líder que en lugar de lucha interna por el poder trajo estabilidad, consolidando el partido. Otros (Blinkhorn) califican su liderazgo de "flojo", sugiriendo que carecía de la visión y energía necesarias. Melchor Ferrer, por su parte, destacó sobre todo sus prendas humanas: "Una de las cualidades que fijan más al Marqués de Villores era su sencillez y su bondad. En esto nadie le superó. Fue siempre cariñoso con los humildes y abierto a toda comprensión". Todos parecen estar de acuerdo en que ejecutaba la estrategia política diseñada por Don Jaime, en lugar de la suya propia.
Existen calles con el nombre de "Marqués de Villores" en varios pueblos y ciudades de España (incluyendo la Villena de sus orígenes familiares). Hay algunos edificios en la Región Valenciana que pertenecieron la familia Villores; el edificio en el que se crio José Selva aloja el Museo Festero, que no guarda relación con la historia de la familia. El Marqués de Villores cedió gratuitamente su casa familiar en 1918 al Ayuntamiento de Albacete para la ampliación de los terrenos municipales. En agradecimiento, el ayuntamiento le dedicó una calle que llevaría y aún lleva su nombre, que discurre por donde se encontraba la antigua casa familiar y permitió el desarrollo de la ciudad más allá del Alto de la Villa y paralelamente a la calle del Rosario. El círculo carlista de Albacete lleva desde 2005 el nombre de Marqués de Villores. El propio marquesado sigue existiendo hoy.

## Enlaces externos

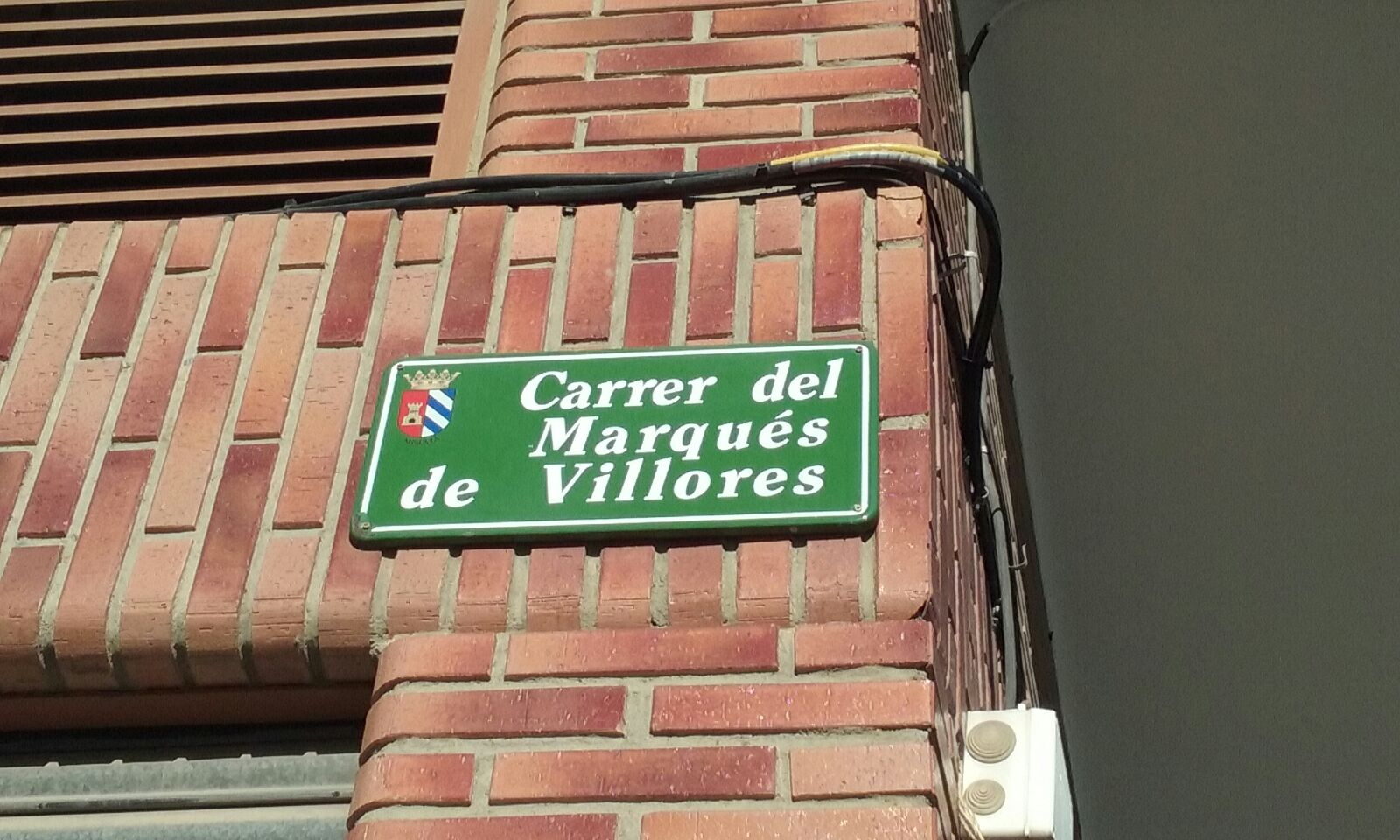
Calle del Marqués de Villores, Mislata